# 디그니타스

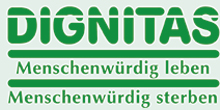
로고

디그니타스(Dignitas)는 죽을 권리를 호소하여 의사와 간호사에 의해 조력자살을 하는 스위스의 단체이다.
의사가 작성한 진료 기록을 스위스 법원이 허가한 경우에 대상자의 조력자살을 제공한다. 1998년 5월 17일, 루드비히 미넬리가 설립하였다.

## 같이 보기
- 조력자살
- 잭 케보키언